# Butygejd

Herb Giedyminowiczów

Budzikid (Budikid) (lit. Butigeidis, biał. Будзікід, zm. ok. 1291) - wielki książę litewski w latach 1285–1291, brat Butywida (Pukuwera), protoplasty dynastii Giedyminowiczów. Według J. Ochmańskiego rządził prawdopodobnie Żmudzią.
Prowadził wojny z zakonem krzyżackim. W 1289 roku, na czele 8000 zbrojnych, dokonał najazdu na Sambię. W celu osłony Litwy przed rejzami krzyżackimi zbudował sieć zamków nad Niemnem. 
Za cenę zabezpieczenia Litwy od strony Rusi Halicko-Wodzimierskiej oddał w 1289 roku Wołkowysk Mścisławowi Daniłowiczowi.